# Lathone Collie-Minns
Lathone Collie-Minns (ur. 10 marca 1994) – bahamski lekkoatleta specjalizujący się w trójskoku.
W 2011 zdobył brązowy medal mistrzostw świata juniorów młodszych. Srebrny (2016) i brązowy (2014) medalista młodzieżowych mistrzostw NACAC.
Jego brat bliźniak Latario Collie-Minns także, z sukcesami, startuje w trójskoku. 
Rekord życiowy: 16,22 (15 maja 2014, Mesa).

## Osiągnięcia
| Rok  | Impreza                                           | Miejsce         | Pozycja           | Wynik |
| ---- | ------------------------------------------------- | --------------- | ----------------- | ----- |
| 2011 | CARIFTA Games                                     | Montego Bay     | 2. miejsce        | 15,24 |
| 2011 | Mistrzostwa świata juniorów młodszych             | Lille Metropole | 3. miejsce        | 15,51 |
| 2011 | Mistrzostwa panamerykańskie juniorów              | Miramar         | 6. miejsce        | 15,44 |
| 2012 | CARIFTA Games                                     | Hamilton        | 2. miejsce        | 15,55 |
| 2012 | Mistrzostwa Ameryki Środkowej i Karaibów juniorów | San Salvador    | 2. miejsce        | 16,06 |
| 2012 | Mistrzostwa świata juniorów                       | Barcelona       | el. – 27. miejsce | 13,30 |
| 2014 | Igrzyska Wspólnoty Narodów                        | Glasgow         | el. – 17. miejsce | 15,03 |
| 2014 | Młodzieżowe mistrzostwa NACAC                     | Kamloops        | 3. miejsce        | 15,86 |
| 2014 | Igrzyska Ameryki Środkowej i Karaibów             | Xalapa          | 9. miejsce        | 15,18 |
| 2016 | Młodzieżowe mistrzostwa NACAC                     | San Salvador    | 2. miejsce        | 15,80 |
| 2019 | Mistrzostwa świata                                | Doha            | el. – 30. miejsce | 15,89 |